# Llista de rius de Guinea Equatorial
Aquesta és la Llista de rius de Guinea Equatorial. Aquesta llista està ordenada per la conca, amb els respectius afluents inserits sota de cada nom dels corrents més gran.

## Continent
- Riu Ntem (Riu Campo)
  - Riu Guoro
  - Riu Ky
    - Riu Bolo (Guinea Equatorial)
- Riu Mbia
- Riu Mbini (riu Benito)
  - Riu Laña River
  - Riu Abia
  - Riu Mtoro
  - Riu Nta
- Riu Muni
  - Riu Mandyani
    - Riu Congue

  - Riu Mitong
  - Riu Mven
  - Riu Utamboni
    - Riu Mitimele
      - Riu Midyobo
      - Riu Be
- Riu Komo
  - Riu Mbeya
- Riu Ogooué (Gabon)
  - Riu Abanga
    - Riu Nkan

## Illa de Bioko
- Riu Bosecabosechi
- Riu Cónsul
- Riu Suhu
- Riu Sochi
- Riu Ruma
- Riu Iladyi
- Riu Moaba
- Riu Maloho
- Riu Apú